# Tettō Gikō

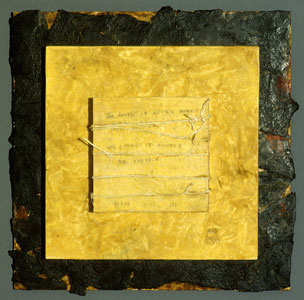
Tajemne przesłanie Tettō Gikō do swoich uczniów

Tettō Gikō (jap. 徹翁義享; ur. 1295, zm. maj 1369) – japoński mistrz zen szkoły sōtō. Żył na przełomie okresów Kamakura i Muromachi-Ashikaga.

## Życiorys
Pochodził z Izumo (obecnie w prefekturze Shimane) nad Morzem Japońskim. W wieku sześciu lat wstąpił do klasztoru. Praktykował zen w klasztorze Kennin, w którym w wieku 19 lat przyjął wskazania. Rozczarował się jednak stylem praktyki zen w tej świątyni zaliczanej do grupy "pięciu gór", czyli pięciu obiektów sakralnych buddyzmu zen w Kioto, zwanych łącznie: Kyōto-gozan. Wobec powyższego opuścił go i został uczniem mistrza Shūhō Myōchō, z którym nawiązał bliską duchową komunię. 
Po śmierci nauczyciela w 1338 roku został opatem klasztoru Daitoku w Kioto, którego opatem założycielem był Shūhō. Jako drugi opat tego klasztoru odniósł wielki sukces. W tym okresie Daitoku-ji był na szczycie listy klasztorów zen w Kioto.
Mistrz zmarł w maju 1369 roku. Na kilka dni przed śmiercią stworzył dla swoich uczniów tajemniczy przekaz, który wolno było przeczytać dopiero po jego śmierci. Brzmiał on: „Prawda nie jest nigdy brana od innego. Każdy niesie ją zawsze sam. Katsu!”. Słowo katsu, pisane z wykrzyknikiem i rzadko tłumaczone, eksponuje stan osiągania oświecenia przez mistrza zen, ale także jest to okrzyk karcący uczniów lub mający na celu wywołanie u nich wstępnego przebudzenia. 
Tuż przed śmiercią Tettō Gikō napisał swój „wiersz śmierci” (jap. jisei): 
| Patrzę teraz na ten właśnie moment, Nawet Budda oniemiał. Wszystko zmienia się wraz z przejściem. Wstępuję na równinę nicości. |

Pośmiertnie otrzymał dwa tytuły: Daiso Shōbō Zenji (Mistrz Zen Wielki Patriarcha Oka Prawdy) i Tennō Daigen Kokushi (Nauczyciel Narodowy Wielkiej Manifestacji Niebiańskiej Odpowiedzi).

## Linia przekazu Dharmy
Na pierwszym miejscu – liczba pokoleń mistrzów od 1. patriarchy indyjskiego Mahakaśjapy.
Na drugim miejscu – liczba pokoleń od 28/1. Bodhidharmy, 28. patriarchy Indii i 1. patriarchy Chin.
Trzecia liczba oznacza początek nowej linii przekazu w danym kraju.
- 52/25. Songyuan Chongyue (1139–1209)
  - 53/26. Wuming Huixin (1160–1237)
    - 54/27. Lanxi Daolong (1213–1278)

  - 53/26. Yun’an Puyan (1156–1226)
    - 54/27. Xutang Zhiyu (1185–1269)
      - 55/28/1. Nampo Jōmyō (1235–1309) (także Shōmyō; Daiō Kokushi) Japonia. Szkoła rinzai.
        - 56/29/2. Hōō Soichi (1274–1357)
          - 57/30. Daichū Sōshin (bd)
            - 58/31. Gettan Sōkō (1326–1389)

        - 56/29. Shūhō Myōchō (1282–1338) (także Daitō Kokushi)
          - 57/30. Tettō Gikō (1295–1369)
            - 58/31. Gongai Sōchū (1315–1390)
              - 59/32. Kesō Sōdon (1352–1428)
                - 60/33. Ikkyū Sōjun (1394–1481)
                - 60/33. Yōsō Sōi (1379–1458)
                  - 61/34. Shumpo Sōki (1416–1496)
                    - 62/35. Jitsuden Sōshin (1434–1507)
                      - 63/36. Kogaku Sōkō (1465–1548)
                        - 64/37. 
                          - 65/38. Shōrei Sōkin (1489–1568)
                            - 66/39. Kokei Sōchin (1515–1597)
                            - 66/39. Shun’oku Sōen (1529–1611)
                              - 67/40. Kōgetsu Sōgan (1574–1643)
                              - 67/40. Kobori Enshū (bd)

                            - 66/39. Ittō Shōteki (1539–1612)
                              - 67/40. Takuan Sōhō (1573–1645) nie zostawił spadkobierców

          - 57/30. Kanzan Egen (także Muso Daishi) (1277–1360)